# Farnesina (zona di Roma)
Farnesina è la zona urbanistica 20D del Municipio Roma XV di Roma Capitale. Si estende sui quartieri Q. XV Della Vittoria e Q. XVIII Tor di Quinto.
La zona ricopre il territorio degli "Orti Farnesiani", appartenuto a papa Paolo III, nato Alessandro Farnese.
Nel 1959 vi fu inaugurato il Palazzo della Farnesina, sede del Ministero degli Affari Esteri, la cui costruzione iniziò nel 1937 per farne il Palazzo del Littorio.

## Geografia fisica

### Territorio
La zona confina:
- a nord con la zona urbanistica 20E Grotta Rossa Ovest
- a est con la zona urbanistica 20A Tor di Quinto
- a sud con le zone urbanistiche 2A Villaggio Olimpico e 20X Foro Italico
- a ovest con le zone urbanistiche 19A Medaglie d'Oro e 20B Acquatraversa

## Sport
Calcio
- A.S.D. Boreale Don Orione, che, nel campionato 2019-20, milita nel campionato maschile di Eccellenza.[1]